# Reiner Frigyes
Reiner Frigyes (külföldön Fritz Reiner) (Budapest, 1888. december 19. – New York, 1963. november 15.) magyar karmester.

## Élete

### Fiatalkora
Édesapja, Reiner Ignác (1853–1906) textilkereskedő, édesanyja Pollák Vilma volt. Családja az asszimilálódott zsidók közé tartozott. 1908-ban Győrben megkeresztelkedett. Első zenei élménye a Lammermoori Lucia egy dallamát játszó zenélő órájuk hangja volt. Jól zongorázó édesanyja kezdte tanítani a hangszeren játszani. Gyakran játszották a bécsi klasszikusok műveinek négykezes átiratait. Gimnáziumi évei alatt zenekart szervezett, amiben ütősként játszott. Még kamaszként ismerkedett meg Weiner Leóval, akivel életre szóló barátságot kötött. Apja akaratára jogi tanulmányokat kezdett, de ezt az ő halála után abbahagyta. 1905-től zongora és zeneszerzés tanulmányokat folytatott a budapesti Zeneakadémián. Tanára Thomán István (zongora), Chován Kálmán (zongorapedagógia) és Hans Koessler (zeneszerzés) voltak. Az utolsó két évben Bartók Béla vette át zongoraképzését.
1907–1908-ban Weiner Leó közbenjárásával kapta első szerződését: korrepetitor a Népszínház–Vígoperánál. Karmesterként itt debütált beugrással 1908 tavaszán, Bizet Carmenjét vezényelte.
Az 1910–'11-es évadban karmester volt Ljubljanában, 1911-től 1914-ig az újonnan megnyílt budapesti Népopera karmestere volt. Reiner Frigyes felívelő világkarrierjének első fontos állomása Wagner Parsifaljának budapesti bemutatója 1914. január 1-jén, miután a zenedráma felszabadult a szerzői jogi tilalom alól. Pályája következő állomása 1914-től 1921-ig a világhírű drezdai Szász Udvari Opera volt, ahol Richard Strauss jelenlétében vezényelte a komponista számos művét. Ez idő tájt indult nemzetközi karrierje, Rómában, Barcelonában, Hamburgban lépett fel vendégként.
1922-ben az USA-ba költözött, ahol különböző nagy zenekarok karmestereként működött. A Cincinnati Szimfonikusok vezetője. 1929-től a New York-i Filharmonikusok karnagya, 1938-tól 1948-ig a Pittsburgh-i Szimfonikusok vezetője.
1929-ben a New York-i Filharmonikusok karmestere lett, 1931-től a philadelphiai Curtis Institute-ban a zenekari és operatanszék professzoraként tanított karmesterséget, tanítványai közé tartozott Leonard Bernstein is. „Amelyik növendék elvégezte kurzusomat – mondta Reiner –, ki tud állni egy számára teljesen ismeretlen zenekar elé és el tud vezényelni első látásra egy új művet, minden szóbeli magyarázat nélkül.”
Egyre fényesebb amerikai pályafutásának következő állomása a Pittsburgh-i Szimfonikus Zenekar, majd a New York-i Metropolitan Opera volt. A Metropilitanban Richard Strauss Saloméjával mutatkozott be, s az ő nevéhez fűződik Sztravinszkij The Rakes Progress (A kéjenc útja) című operájának amerikai bemutatója 1953-ban. Ugyanebben az évben a Chicagói Szimfonikus Zenekarhoz szerződött, amely akkor Amerika egyik legrégibb, de közepes minőségű zenekarának számított, s Reiner keze alatt „a világ legpontosabb és leghajlékonyabb együttesévé vált” (Sztravinszkij).
Noha pittsburghi éveiben is számos hanglemezt készített Reiner Frigyes, melyekből akkori munkásságára nézve viszonylag árnyalt képet alkothatunk, pályájának legalaposabban dokumentált korszaka mégis az 1953-tól '62-ig tartó időszak, mikor a Chicagói Szimfonikusok zeneigazgatójaként dolgozott. Jóllehet a megelőző években is jelentékeny karmesterek álltak a zenekar élén Artur Rodzinski és Rafael Kubelik személyében, a chicagóiak nem igazán tudtak a legjobb amerikai szimfonikus együttesek, a bostoni, philadelphiai és New York-i zenekarok szintjére emelkedni. Zenekarépítő tevékenysége és szinte militárisan fegyelmezett munkája nyomán Reiner az évtized második felére a kontinens éllovasává formálta a Chicago Symphony Orchestrát.
1948-tól 1953-ig a New York-i Metropolitan Opera karmestere, 1953-tól 1963-ig a Chicagói Szimfonikus Zenekar vezetője. Philadelphiában egyetemi katedrát kapott a zenekari és operaosztály vezetőjeként.
Bartók Béla utolsó pódiumszereplésének ő volt a karmestere New Yorkban 1943-ban. Számos hanglemezfelvétele közül kiemelkednek Richard Strauss és Bartók Béla műveinek tolmácsolásai. Gyakran tűzte műsorára magyar komponisták műveit az USA-ban.

### Vendégként Európában
Pályája során, már amerikai állampolgárként, többször visszatért Európába és fellépett szülőhazájában is. 1926-ban, 1933-ban és 1937-ben járt Budapesten, utoljára Brahms IV. szimfóniáját és Richard Strauss Till Eulenspiegelét vezényelte az Erkel Színházban a Filharmóniai Társaság Zenekarának élén. Ugyanebben az évben Thomas Beecham meghívására a londoni Covent Gardenben is fellépett, a Trisztán és Izolda általa vezényelt előadása egyben Kirsten Flagstad londoni bemutatkozása volt. 1955-ben Reiner vezényletével a Rózsalovag előadásával nyitotta meg kapuit az újjáépített bécsi Staatsoper.

### Utolsó évei
Élete utolsó évében visszatért a Metropolitanbe, s mivel szívproblémái (1959-ben súlyos szívrohamon esett át) miatt jelentősen korlátoznia kellett karmesteri aktivitását, a chicagóiakat csak művészeti tanácsadóként szolgálta tovább (1962-63). A Chicagói Szimfonikusoknál eltöltött tíz esztendő után Reiner visszatért a Metropolitanbe, ahol az Istenek alkonya próbaidőszakában elhunyt, 1963. november 15-én, 75 éves korában.

## Emlékezete
Budapest XIV. kerületében közterület viseli a nevét a Thököly út és a Dózsa György út kereszteződésében (Reiner Frigyes park).

## Magánélete
Reiner háromszor házasodott meg (egyik felesége Gerster Etelka lánya volt), és három lánya született.

## Művészete
Reiner igen sokat tett annak érdekében, hogy konzervatív amerikai közönségével megismertesse és megszerettesse az új magyar zenét: Kodály, Weiner és mindenek előtt Bartók kompozícióit. Több Bartók-mű (I. és II. szvit, Táncszvit, A csodálatos mandarin szvit) amerikai bemutatása után 1928-ban maga a zeneszerző közreműködésével mutatta be New Yorkban az I. zongoraversenyt, s 1941 januárjában Pittsburgh-ben a II. zongoraversenyt. Bartók az emigrációban barátjának s zenéje egyik legjobb tolmácsolójának érezte Reinert. Zenetörténeti jelentőségű esemény volt a kétzongorás-ütős Szonáta zenekari változatának 1943. január 21-i New York-i ősbemutatója, melyen Reiner dirigált Bartók és Pásztory Ditta közreműködésével, s melyen a zeneszerző utoljára lépett zongoraművészként a közönség elé.
Reiner Frigyes művészetét számos kitűnő hangfelvétel őrzi: a magyar és német repertoár mellett emlékezetes Mozart-előadások fűződnek nevéhez, kiemelkedik Carmen- és Falstaff-lemeze. Emberileg puritánság, zenekarnevelőként szigorúság, hajthatatlanság jellemezte Reinert, amely szigor mindig és kizárólag a minőséget célozta meg, a hangzásarányok és a ritmika lehető legprecízebb kidolgozását. Nagyon takarékos mozdulatokkal dirigált, elkerülte a romantikus érzelmességet, de a túlzott tárgyilagosságot is, interpretációit a klasszikusan megformált arányokon belüli izzás jellemezte.

### Lemezfelvételei
Az utókorra maradt Reiner-lemezek mennyisége egyes pályatársaiéhoz képest ugyan nem mondható igazán terjedelmesnek, ám rajtuk keresztül is tiszta képet kaphatunk a magyar karmester munkásságáról. Pittsburghi éveiben a Columbia Masterworks számára készített számos hanglemezt, köztük Bartók Béla Concertójának első stúdiófelvételével (1946) és számos értékes egyéb rögzítéssel, mint pl. Strauss Don Quixotéja (Pjatigorszkijjal) és Hősi élete (1941 és '47), valamint olyan művekkel, melyeket később sosem vett fel újra (Beethoven II. szimfóniája, Mozart "Haffner" szimfóniája, vagy Sosztakovics VI. szimfóniája).
De megkerülhetetlen hangfelvételeken dolgozott New Yorkban is: teljes operalemez (Carmen, 1951) mellett Strauss-szimfonikus költemények, a Halál és megdicsőülés, valamint a Till Eulenspiegel került szalagra az irányításával, továbbá londoni és New York-i operaestjeinek jelentős része szintén hozzáférhető (A bolygó hollandi, Trisztán, Elektra, Falstaff) ma CD-n.
Chicagói éveiben volt a legaktívabb a lemezkészítés terén: az RCA Victor számára számos interpretációtörténeti jelentőségű hanglemezt vett fel a zenekarával 1954 és 1962 között, a cég Living Stereo címkéjű, hallatlanul kelendő, audiofil kiadványai sorában. Túlzás nélkül állítható, hogy ezen, a sztereókorszak hőskorában született lemezek szinte mindegyike mára legendássá vált, mely Reiner és a chicagóiak művészi teljesítményén túl nagyban köszönhető a Chicago Symphony Hall hangfelvételekhez ideális körülményeinek és az RCA elkötelezett technikusainak, akik a magyar mester minden "arcizomrezdülésére", akár a próféta szavára, figyeltek.
Richard Strauss-darabok (Hősi élet, Don Quixote, Sinfonia Domestica, Imígyen szóla Zarathusztra, operarészletek stb.) és Beethoven-szimfóniák (I., III., V., VI., VII. és IX.) mellett Dvořák "Újvilág", Csajkovszkij "Patetikus", és Brahms III. szimfóniája, Mozart Esz-dúr és g-moll szimfóniái, Johann Strauss-keringők, Wagner-, Debussy-, Ravel-, Falla-, Sztravinszkij-, Prokofjev- és Respighi-darabok, Muszorgszkij-Ravel Egy kiállítás képei és Rimszkij-Korszakov Seherezádéja, Mahler IV. szimfóniája és a Dal a Földről alkotják e nem mindennapi lemezproduktum gerincét.
Mindemellett olyan hangszeres szólistákkal készített felvételeket, mint Vladimir Horowitz (Rachmaninov: 3. zongoraverseny; New York, 1951), Emil Gilelsz (Csajkovszkij: b-moll zongoraverseny, Chicago, 1955 és Brahms: B-dúr zongoraverseny, Chicago, 1958), Arthur Rubinstein (Brahms: d-moll zongoraverseny, Chicago, 1954; Rachmaninov 2. zongoraverseny és Paganini-változatok, Chicago, 1956) vagy Jascha Heifetz (Brahms és Csajkovszkij hegedűkoncertjei, Chicago, 1955 és '57).
De az össz-lemeztermésből is kiemelendőek a Bartók Concertójából és Zenéjéből készített felvételek (1955 és '58), melyeket sokan ma is etalonokként tisztelnek. Reiner ugyanis szerfelett sokat tett Bartók Béla munkáinak amerikai népszerűsítéséért, s nem csak hanglemezeken keresztül - ismert, hogy ő mutatta be Bartók több kulcsművét Amerikában, s vezényelte a szerző utolsó nyilvános koncertjét (1943. január, New York).
Élete utolsó éveiben néhány lemez erejéig a Decca számára is dolgozott: ekkor került dobozba a páratlan erejű Verdi Requiem a vezényletével, továbbá Brahms Magyar és Dvořák Szláv táncai (Bécs, 1960).

### Stílusa
Manapság úgy szokás tekinteni Reiner Frigyesre, mint a zsarnok-karmester par excellence példájára. És aligha menthető fel e súlyos ítélet alól: Reiner valóban kemény, de következetes vezető volt - igazi puritán jellem. Makacs, kitartó, fanatikus munkamániás, a minőség megszállottja. Nem tűrte meg a legcsekélyebb ellentmondást sem, zenészei körében vasfegyelmet tartott, akaratával szembemenni szinte az öngyilkossággal ért fel. Modora többnyire nyers, humora szarkasztikus volt, nem riadt vissza a faragatlanságtól sem, utasításai megfellebbezhetetlenek, kétségbevonhatatlanok voltak.
Úgy hírlett: "Doktor Reiner" nem ismer kegyelmet.
Leonard Bernstein, Reiner talán legnevesebb tanítványa számolt be róla egykor, hogy a Maestro azt követelte a növendékeitől, csak akkor vezényelhetnek el egy darabot, ha valamennyi szólamának minden egyes hangját azonosítani tudják. Később ezt a zenészeitől is elvárta, vagyis, hogy ne csak saját szólamukat tudják, de a többi muzsikusét is ismerjék. Mert szívós, lankadatlan és eltökélt vezér volt Reiner Frigyes, ha zenekarépítésről volt szó, nem állhatta a lazaságot, a fegyelmezetlenséget, a felkészületlenséget, hírhedt maximalizmusát csak kevesen voltak képesek "jó egészségüket megőrizve" elviselni.
Az előadásai során teljes és feszült koncentrációra kényszerítette a zenészeit, apró és takarékos, de egyértelmű mozdulatokkal vezényelt, s ezenközben arca semmilyen érzelmet nem tükrözött. Tekintete, szeme villanása, még levegővétele is jel volt a muzsikusok felé. Kivételes "füle" volt, azonnal meghallott minden félrecsúszott, hamis hangot. Kérlelhetetlen pontosság, feszes játék, a világos arányok és a ritmika precíz kidolgozása jellemezték őt, innen nyerték interpretáció sajátos "fehér izzásukat". Ragaszkodott a hosszas, kimerítő, minden részletre kiterjedő próbafolyamathoz.
Teljes kontroll alatt tartotta a muzsikusait mind a formálás, a tempó, a dinamika tekintetében. Bármikor képes volt zenekarát az éteri pianissimókig lefojtani, máskor diadalmas fortissimókig hevíteni, mégis kiváló ízléssel, drámai és arányérzékkel bírt Reiner, nem szívelte sem a szélsőségesen romantizáló, érzelmes olvasatot, sem a túlzottan szikár, szárazan tárgyilagos produkciót.